# میسول ها
میسول‌ها (به اسپانیایی: Misol-Ha) یک آبشار در مکزیک است که در Municipio de Salto de Agua, Chiapas, Mexico واقع شده‌است.